# Destruction Derby 64
Destruction Derby 64 is de Nintendo 64-versie van de PlayStation-spelreeks Destruction Derby. In Destruction Derby draait het alleen maar om vernietiging van wagens.